# مشروع آدم (فلم)
مشروع آدم (بالإنجليزية: The Adam Project) هو فيلم خيال علمي أمريكي لعام 2022 من إخراج شون ليفي وبطولة رايان رينولدز، جينيفر غارنر، زوي سالدانيا، مارك رافالو وكاثرين كينر.

## ملخص فيلم
في عام 2050، يهرب الطيار المقاتل آدم ريد إلى الماضي لإنقاذ زوجته لورا، لكنه ينتهي في عام 2022، حيث يلتقي بنسخته الأصغر ذات الـ 12 عامًا. يتعاون الاثنان بعد أن يدرك ريد الأصغر حقيقة القصة، وينطلقان في مهمة لمنع سوريان، قائدة مستقبلية شريرة، من احتكار السفر عبر الزمن. بعد مواجهات عدة، يجدون لورا ويكتشفون خطط سوريان للسيطرة على الزمن.
عندما تكتشف سوريان خطتهم، يقوم آدمان ولويس، والد آدم، بتدمير خوارزمية السفر عبر الزمن. في مواجهة أخيرة، يُقتل سوريان، ويعود آدم الأكبر إلى المستقبل ليعيش حياة جديدة مع لورا، بينما يتعلم آدم الأصغر التصالح مع وفاة والده والاهتمام بوالدته.

## روابط خارجية
- مقالات تستعمل روابط فنية بلا صلة مع ويكي بيانات